# Liste de peintures de Louis de Boullogne
Cette page fournit une liste de tableaux du peintre français Louis de Boullogne (1654-1733).

## Liste chronologique
| Image | Titre | Date           | Techniques et dimensions         | Commentaire | Lieu de conservation                                            | Référence |
| ----- | --- | -------------- | -------------------------------- | --- | --------------------------------------------------------------- | --------- |
|       | Thalie et Erato                                                                                                  | vers 1680      | Huile sur toile                  | Dessus-de-porte pour la chambre du roi à Versailles                                                                                            | Fontainebleau, musée national du château                        |           |
|       | Uranie et Melpomène                                                                                              | vers 1680      | Huile sur toile 90 x 110 cm      | Dessus-de-porte pour la chambre du roi à Versailles                                                                                            | Versailles, musée national du château                           |           |
|       | Auguste faisant fermer les portes du temple de Janus                                                             | 1681           | Huile sur toile                  | Morceau de réception à l'Académie royale de Peinture et de Sculpture                                                                           | Amiens, musée de Picardie                                       |           |
|       | La Naissance de Minerve ou Minerve protectrice des Arts (esquisse)                                               | 1681-1684      | Huile sur toile 45,5 x 45,8 cm   | Esquisse pour un ovale du plafond du « Cabinet des Beaux-Arts » de Charles Perrault, rue Neuve-des-Bons-Enfants, à Paris                       | Paris, musée du Louvre                                          |           |
|       | Le centurion aux pieds du Christ                                                                                 | 1685           | Huile sur toile 450 x 358 cm     | May des orfèvres pour la cathédrale Notre-Dame de Paris                                                                                        | Arras, musée des Beaux-Arts                                     |           |
|       | Le centurion aux pieds du Christ (réduction)                                                                     | 1685           | Huile sur toile 58 x 69 cm       | | Paris, musée du Louvre                                          |           |
|       | La Présentation au Temple                                                                                        | 1688           | Huile sur toile 274 x 213 cm     | Peint pour le couvent des ursulines de Saint-Denis                                                                                             | Moncton, musée acadien de l'Université de Moncton               |           |
|       | Vénus et Adonis                                                                                                  | 1688           | Huile sur toile 173 x 189 cm     | Peint pour la chambre des Jeux au Grand Trianon de Versailles                                                                                  | Versailles, musée national du château                           |           |
|       | Vénus, l'Hymen et l'Amour                                                                                        | 1688           | Huile sur toile 178 x 162 cm     | Peint pour la chambre des Jeux au Grand Trianon de Versailles                                                                                  | Versailles, musée national du château                           |           |
|       | Jupiter transformé en taureau caressé par Europe                                                                 | vers 1688      | Huile sur toile 178 x 163 cm     | Peint pour l'escalier du Grand Trianon de Versailles                                                                                           | Versailles, musée national du château                           |           |
|       | La Sainte Famille avec sainte Anne, sainte Elisabeth, saint Jean et saint Joachim                                | vers 1688-1695 | Huile sur toile 291,5 x 194,8 cm | | Orléans, musée des Beaux-Arts                                   |           |
|       | L'Adoration des bergers                                                                                          | 1692           | Huile sur toile                  | Maître-autel de l'église paroissiale de Chantilly                                                                                              | Chantilly, église Notre-Dame-de-l'Assomption                    |           |
|       | La vision de saint Hubert                                                                                        | 1692           | Huile sur toile                  | Autel de la chapelle Saint-Hubert, à l'église paroissiale de Chantilly                                                                         | Chantilly, église Notre-Dame-de-l'Assomption                    |           |
|       | Le Baptême de saint Hubert                                                                                       | 1692           | Huile sur toile                  | Prédelle de l'autel de la chapelle Saint-Hubert, à l'église paroissiale de Chantilly                                                           | Chantilly, église Notre-Dame-de-l'Assomption                    |           |
|       | La Charité de saint Hubert                                                                                       | 1692           | Huile sur toile                  | Prédelle de l'autel de la chapelle Saint-Hubert, à l'église paroissiale de Chantilly                                                           | Chantilly, église Notre-Dame-de-l'Assomption                    |           |
|       | L'éducation de la Vierge                                                                                         | 1692           | Huile sur toile                  | Autel de la chapelle de la Vierge, à l'église paroissiale de Chantilly                                                                         | Chantilly, église Notre-Dame-de-l'Assomption                    |           |
|       | La Présentation de la Vierge au Temple                                                                           | 1692           | Huile sur toile                  | Prédelle de l'autel de la chapelle de la Vierge, à l'église paroissiale de Chantilly                                                           | Chantilly, église Notre-Dame-de-l'Assomption                    |           |
|       | Portrait du comte de Toulouse en costume de novice de l'Ordre du Saint-Esprit                                    | 1693           | Huile sur toile 177 x 127 cm     | | Chantilly, musée Condé                                          |           |
|       | Le Christ et la Samaritaine                                                                                      | 1695           | Huile sur toile                  | May des orfèvres pour la cathédrale Notre-Dame de Paris                                                                                        | Tisbury (Wiltshire), New Wardour Castle                         |           |
|       | Le Christ et la Samaritaine (réduction)                                                                          | 1695           |                                  | | Rouen, musée des Beaux-Arts                                     |           |
|       | Le Christ et l'Hémorroïsse (esquisse)                                                                            | 1695           | Huile sur toile 37,5 x 22,8 cm   | | Paris, musée Carnavalet                                         |           |
|       | Le Christ et l'Hémorroïsse                                                                                       | 1695           | Huile sur toile 350 x 200 cm     | Peint pour le cycle des Miracles de la Vie du Christ, pour le couvent des Chartreux de Paris                                                   | Rennes, musée des Beaux-Arts                                    |           |
|       | La déification d'Énée                                                                                            | 1696           | Huile sur toile 57 x 77 cm       | | Collection particulière                                         |           |
|       | L'Adoration du veau d'or                                                                                         | 1696           | Huile sur toile                  | | Troyes, musée des Beaux-Arts                                    |           |
|       | La Terre ou Les Quatre Saisons                                                                                   | 1698           | Huile sur cuivre 52 x 45 cm      | | Potsdam, Palais de Sanssouci                                    |           |
|       | Cérès ou L'Été                                                                                                   | 1699           | Huile sur toile                  | Peint pour le grand salon ovale du château de Marly                                                                                            | Rouen, musée des Beaux-Arts                                     |           |
|       | Saint Germain d'Auxerre donnant une médaille à sainte Geneviève, en présence de la Vierge et de sainte Catherine | vers 1700      | Huile sur toile 200 x 173 cm     | Peint pour le couvent des Filles de la Conception, rue Saint-Honoré, à Paris                                                                   | Paris, église Notre-Dame-de-l'Assomption                        |           |
|       | Vénus demande à Vulcain des armes pour Énée (réduction)                                                          | vers 1700      | Huile sur toile 67,5 x 57,5 cm   | Réplique réduite d'un tableau (perdu) peint pour la chambre de l'appartement d'hiver de la duchesse de Bourgogne, à la Ménagerie de Versailles | Collection particulière                                         |           |
|       | Céphale et Procris                                                                                               | vers 1700      | Huile sur toile                  | Peint pour le salon de billard, au château de Meudon                                                                                           | Saint-Étienne, musée d'Art moderne                              |           |
|       | Abigaïl offrant des présents à David                                                                             | vers 1700      | Huile sur toile                  | Peint comme dessus-de-porte pour le cabinet des Miroirs, au château de Meudon                                                                  | Paris, musée du Louvre                                          |           |
|       | Apollon et la sybille de Glauque                                                                                 | 1701           | Huile sur toile 112 x 84 cm      | Peint comme dessus-de-porte pour le cabinet de repos de Madame de Maintenon au Grand Trianon de Versailles                                     | Versailles, musée national du château                           |           |
|       | Apollon et Hyacinthe                                                                                             | 1701           | Huile sur toile 110 x 90 cm      | Peint comme dessus-de-porte pour le cabinet de repos de Madame de Maintenon au Grand Trianon de Versailles                                     | Versailles, musée national du château                           |           |
|       | Minerve au milieu des Sciences et des Arts                                                                       | 1701           | Huile sur toile 180 x 230 cm     | Peint pour le cabinet au centre de la galerie François Ier, au château de Fontainebleau                                                        | Fontainebleau, musée national du château                        |           |
|       | Flore couronnée par Zéphyr                                                                                       | 1701           | Huile sur toile 266 x 233 cm     | Peint pour l'extrémité orientale de la galerie François Ier, au château de Fontainebleau                                                       | Fontainebleau, musée national du château                        |           |
|       | Saint Augustin et saint Alupe baptisés par saint Ambroise (esquisse)                                             | vers 1702      | Huile sur toile 74 x 49 cm       | | Dijon, musée des Beaux-Arts, en dépôt à Paris, musée Carnavalet |           |
|       | Le sacre de saint Augustin par Mégalius, primat de Numidie (esquisse)                                            | vers 1702      | Huile sur toile 74 x 49 cm       | | Dijon, musée des Beaux-Arts, en dépôt à Paris, musée Carnavalet |           |
|       | L'Ordination de saint Augustin                                                                                   | 1703           | Huile sur toile                  | Peint pour le réfectoire du couvent des Petits-Pères Augustins de Paris                                                                        | Colombes, musée d'Art et d'Histoire                             |           |
|       | Le Baptême de saint Augustin                                                                                     | 1703           | Huile sur toile                  | Peint pour le réfectoire du couvent des Petits-Pères Augustins de Paris                                                                        | Bordeaux, musée des Beaux-Arts                                  |           |
|       | Le repas à Emmaüs                                                                                                | 1704           | Huile sur toile 84,5 x 102 cm    | | Collection particulière                                         |           |
|       | Renaud et Armide                                                                                                 | 1704           | Huile sur toile 93 x 125,2 cm    | | Collection particulière                                         |           |
|       | La Naissance de Bacchus                                                                                          | vers 1704      | Huile sur toile 73 x 103 cm      | | Potsdam, Palais de Sanssouci                                    |           |
|       | La Naissance de Bacchus                                                                                          | vers 1704      | Huile sur toile 94 x 126 cm      | | Avignon, musée Calvet                                           |           |
|       | Le baptême de l'eunuque de la reine Candace                                                                      | 1705           | Huile sur toile                  | | Troyes, musée des Beaux-Arts                                    |           |
|       | La conversion de saint Paul                                                                                      | 1705           | Huile sur toile                  | | Troyes, musée des Beaux-Arts                                    |           |
|       | Nessus et Déjanire                                                                                               | vers 1705      | Huile sur toile 65,4 x 80,6 cm   | | Londres, The National Gallery                                   |           |
|       | Saint Augustin et saint Alupe baptisés par saint Ambroise                                                        | 1706           |                                  | Retombée de la coupole de la chapelle Saint-Augustin, à l'église du Dôme des Invalides                                                         | Paris, église du Dôme des Invalides                             |           |
|       | Le sacre de saint Augustin par Mégalius, primat de Numidie                                                       | 1706           |                                  | Retombée de la coupole de la chapelle Saint-Augustin, à l'église du Dôme des Invalides                                                         | Paris, église du Dôme des Invalides                             |           |
|       | La conversion de saint Augustin                                                                                  | 1706           |                                  | Retombée de la coupole de la chapelle Saint-Augustin, à l'église du Dôme des Invalides                                                         | Paris, église du Dôme des Invalides                             |           |
|       | Saint Augustin prêchant à Hippone en présence de l'évêque Valère                                                 | 1706           |                                  | Retombée de la coupole de la chapelle Saint-Augustin, à l'église du Dôme des Invalides                                                         | Paris, église du Dôme des Invalides                             |           |
|       | Saint Augustin confond les Donatistes et les Manichéens en présence de Marcellin, proconsul d'Afrique            | 1706           |                                  | Retombée de la coupole de la chapelle Saint-Augustin, à l'église du Dôme des Invalides                                                         | Paris, église du Dôme des Invalides                             |           |
|       | Saint Augustin mourant, guérit un malade                                                                         | 1706           |                                  | Retombée de la coupole de la chapelle Saint-Augustin, à l'église du Dôme des Invalides                                                         | Paris, église du Dôme des Invalides                             |           |
|       | L'Apothéose de saint Augustin                                                                                    | 1706           |                                  | Coupole de la chapelle Saint-Augustin, à l'église du Dôme des Invalides                                                                        | Paris, église du Dôme des Invalides                             |           |
|       | Diane et ses compagnes à la chasse au sanglier                                                                   | 1707           | Huile sur toile 106 x 185 cm     | Peint comme dessus-de-porte pour le cabinet du roi au château de Rambouillet                                                                   | Tours, musée des Beaux-Arts                                     |           |
|       | Diane se reposant avec ses compagnes                                                                             | 1707           | Huile sur toile 105 x 163 cm     | Peint comme dessus-de-porte pour le cabinet du roi au château de Rambouillet                                                                   | Tours, musée des Beaux-Arts                                     |           |
|       | Vertumne et Pomone                                                                                               | 1707           | Huile sur toile 97 x 130 cm      | | Sermentizon, château d'Aulteribe                                |           |
|       | Bacchus et Ariane                                                                                                | 1707           | Huile sur toile 97 x 130 cm      | | Sermentizon, château d'Aulteribe                                |           |
|       | Le Christ en Croix avec la Vierge et saint Jean                                                                  | 1708           | Huile sur toile 300 x 192 cm     | | Paris, église Notre-Dame-de-Bercy                               |           |
|       | L'Annonciation                                                                                                   | 1709           | Huile sur toile                  | Peint pour l'autel de la chapelle de la Vierge, à la chapelle royale de Versailles                                                             | Versailles, musée national du château                           |           |
|       | L'Amour divin | 1710           |                                  | Voussure de la chapelle de la Vierge, à la chapelle royale de Versailles                                                                       | Versailles, musée national du château                           |           |
|       | L'Humilité | 1710           |                                  | Voussure de la chapelle de la Vierge, à la chapelle royale de Versailles                                                                       | Versailles, musée national du château                           |           |
|       | La Pureté | 1710           |                                  | Voussure de la chapelle de la Vierge, à la chapelle royale de Versailles                                                                       | Versailles, musée national du château                           |           |
|       | L'Assomption de la Vierge                                                                                        | 1710           |                                  | Voûte de la chapelle de la Vierge, à la chapelle royale de Versailles                                                                          | Versailles, musée national du château                           |           |
|       | Saint Thomas | 1710           |                                  | Peint pour la tribune de la chapelle royale de Versailles                                                                                      | Versailles, musée national du château                           |           |
|       | Saint Mathieu | 1710           |                                  | Peint pour la tribune de la chapelle royale de Versailles                                                                                      | Versailles, musée national du château                           |           |
|       | Saint Simon | 1710           |                                  | Peint pour la tribune de la chapelle royale de Versailles                                                                                      | Versailles, musée national du château                           |           |
|       | Saint Philippe                                                                                                   | 1710           |                                  | Peint pour la tribune de la chapelle royale de Versailles                                                                                      | Versailles, musée national du château                           |           |
|       | Saint André | 1710           |                                  | Peint pour la tribune de la chapelle royale de Versailles                                                                                      | Versailles, musée national du château                           |           |
|       | Concert de trois anges                                                                                           | 1710           |                                  | Peint pour la tribune de la chapelle royale de Versailles                                                                                      | Versailles, musée national du château                           |           |
|       | Saint Pierre | 1710           |                                  | Peint pour la tribune de la chapelle royale de Versailles                                                                                      | Versailles, musée national du château                           |           |
|       | Saint Paul ravi au ciel                                                                                          | 1710           |                                  | Peint pour la tribune de la chapelle royale de Versailles                                                                                      | Versailles, musée national du château                           |           |
|       | Le Jugement de Salomon                                                                                           |                | Huile sur toile                  | | Troyes, musée des Beaux-Arts                                    |           |
|       | Le Jugement de Salomon                                                                                           | 1710           | Huile sur toile 133 x 166 cm     | | Moscou, musée Pouchkine                                         |           |
|       | Joseph expliquant les songes                                                                                     | vers 1710-1719 | Huile sur toile 57,5 x 86 cm     | | Meaux, musée Bossuet                                            |           |
|       | Mars et Vénus | 1712           | Huile sur toile 97,5 x 129,2 cm  | | Potsdam, Palais de Sanssouci                                    |           |
|       | La Présentation au Temple (modello)                                                                              | 1715           | Huile sur toile 52 x 63,5 cm     | | Clermont-Ferrand, musée d'Art Roger-Quilliot                    |           |
|       | La Présentation au Temple                                                                                        | 1715           | Huile sur toile 430 x 454 cm     | Pour le cycle de l'Histoire de la Vierge, destiné au chœur de la cathédrale Notre-Dame de Paris                                                | Paris, musée du Louvre                                          |           |
|       | Le repos pendant la fuite en Egypte                                                                              | 1715           | Huile sur toile 425 x 431 cm     | Pour le cycle de l'Histoire de la Vierge, destiné au chœur de la cathédrale Notre-Dame de Paris                                                | Arras, musée des Beaux-Arts                                     |           |
|       | Thalie | 1715           | Huile sur toile 73 x 91,8 cm     | | Niort, musée Bernard-d'Agesci                                   |           |
|       | Louis XV octroyant des lettres de noblesse au corps de la Ville de Paris (modello)                               | 1716           |                                  | | Paris, musée Carnavalet                                         |           |
|       | Suzanne et les vieillards                                                                                        | 1716           | Huile sur toile 31,7 x 25,5 cm   | | Amiens, musée de Picardie                                       |           |
|       | Vénus dans la forge de Vulcain                                                                                   | 1723           | Huile sur toile 152 x 172 cm     | | Collection particulière                                         |           |
|       | Le triomphe de Galatée                                                                                           |                | Huile sur toile 72 x 103 cm      | | Strasbourg, musée des Beaux-Arts                                |           |
|       | Le triomphe de Galatée                                                                                           |                | Huile sur toile                  | | Tours, musée des Beaux-Arts                                     |           |
|       | Deux naïades |                | Huile sur toile 80,3 x 75 cm     | | Paris, musée du Louvre                                          |           |